# Црква Светог Николе у Супској
Црква Светог Николе у Супској, насељеном месту на територији општине Ћуприја, припада Епархији браничевској Српске православне цркве. 